# Gryllotalpa
Gryllotalpa es un género de insectos de la familia de los grillos topo Gryllotalpidae.

## Especies
El Archivo de especies de Orthoptera enumera una serie de especies, incluidos los grupos de especies crípticas (indicados con un * y, a menudo, se distinguen sólo por patrones de canciones). Incluyen:
- grupo de especies* Gryllotalpa africana Palisot de Beauvois, 1805 — África
- grupo de especies* Gryllotalpa australis Erichson, 1842 incluye:
  - Gryllotalpa brachyptera Tindale, 1928 — Australia
- Gryllotalpa breviabdominis Ma & Zhang, 2011
- Gryllotalpa chiliensis Saussure, 1861
- Gryllotalpa chinensis Westwood, 1838
- Gryllotalpa choui Ma & Zhang, 2010
- Gryllotalpa cophta (Haan, 1844)
- Gryllotalpa cultriger Uhler, 1864 — México
- Gryllotalpa cycloptera Ma & Zhang, 2011
- Gryllotalpa dentista Yang, 1995
- Gryllotalpa formosana Shiraki, 1930 — Taiwán
- Gryllotalpa fraser Tan & Kamaruddin, 2013
- Gryllotalpa fulvipes Saussure, 1877
- Gryllotalpa fusca Chopard, 1930
- Gryllotalpa gorkhana Ingrisch, 2006
- Gryllotalpa gracilis Chopard, 1930
- grupo de especies* Gryllotalpa gryllotalpa  (Linnaeus, 1758)  incluye:
  - Gryllotalpa septemdecimchromosomica Ortiz, 1958
  - Gryllotalpa unispina Saussure, 1874
  - Gryllotalpa vineae Bennet-Clark, 1970
- Gryllotalpa henana Cai & Niu, 1998
- Gryllotalpa hirsuta Burmeister, 1838
- Gryllotalpa howensis Tindale, 1928
- Gryllotalpa insulana Chopard, 1954
- Gryllotalpa jinxiuensis You & Li, 1990
- Gryllotalpa krishnani Arun Prasanna, Anbalagan, Pandiarajan, Dinakaran & Krishnan, 2012
- Gryllotalpa mabiana Ma, Xu & Takeda, 2008
- Gryllotalpa madecassa (Chopard, 1920)
- Gryllotalpa major Saussure, 1874 — USA
- grupo de especies* Gryllotalpa monanka Otte & Alexander, 1983 — USA, Australia
- Gryllotalpa maroccana Baccetti, 1987
- Gryllotalpa minuta Burmeister, 1838
- † Gryllotalpa miocaenica Zeuner, 1931
- Gryllotalpa nitens Ingrisch, 2006
- Gryllotalpa nymphicus Tan, 2012
- Gryllotalpa obscura Chopard, 1966
- Gryllotalpa orientalis Burmeister, 1838 — Asia y Australia
- Gryllotalpa ornata Walker, 1869
- grupo de especies* Gryllotalpa oya Tindale, 1928 — Australia
- grupo de especies* Gryllotalpa parva Townsend, 1983 — África
- grupo de especies* Gryllotalpa pilosipes Tindale, 1928 — Australia
- grupo de especies* Gryllotalpa pluvialis (Mjöberg, 1913) — Australia
- Gryllotalpa permai Tan & Kamaruddin, 2016
- Gryllotalpa pygmaea Ingrisch, 1990
- Gryllotalpa wallace Tan, 2012
- Gryllotalpa wudangensis Li, Ma & Xu, 2007